# Nigel Adkins
Nigel Adkins (Birkenhead, 11 marzo 1965) è un allenatore di calcio ed ex calciatore inglese, di ruolo portiere.

## Carriera
Adkins ha giocato come portiere per il Tranmere Rovers e il Wigan. Ha terminato la sua carriera da giocatore e ha iniziato la sua carriera manageriale al club gallese Bangor City prima allo Scunthorpe United e al Southampton, dove ha guidato entrambi i club alla promozione. Il suo incarico con quest'ultimo è stato notato per aver portato i Saints dalla Football League One alla Premier League nelle stagioni successive.
Prima della sua nomina come manager dello Scunthorpe United, Adkins era il fisioterapista del club.

## Statistiche
Aggiornato al 10 agosto 2015
| Club        | Naz               | Dal         | al            | Record | Record | Record | Record | Record     |
| Club        | Naz               | Dal         | al            | G      | V      | N      | P      | % vittorie |
| ----------- | ----------------- | ----------- | ------------- | ------ | ------ | ------ | ------ | ---------- |
| Bangor City | Galles (bandiera) | maggio 1993 | febbraio 1996 | 116    | 74     | 18     | 24     | 63,79      |
| Totale      | Totale            | Totale      | Totale        | 520    | 253    | 107    | 160    | 48,65      |

### Allenatore
Statistiche aggiornate al 3 gennaio 2021. In grassetto le competizioni vinte.
| Stagione              | Squadra               | Campionato            | Campionato | Campionato | Campionato | Campionato | Coppe nazionali | Coppe nazionali | Coppe nazionali | Coppe nazionali | Coppe nazionali | Coppe continentali | Coppe continentali | Coppe continentali | Coppe continentali | Coppe continentali | Altre coppe | Altre coppe | Altre coppe | Altre coppe | Altre coppe | Totale | Totale | Totale | Totale | % Vittorie | Piazzamento      |
| Stagione              | Squadra               | Comp                  | G          | V          | N          | P          | Comp            | G               | V               | N               | P               | Comp               | G                  | V                  | N                  | P                  | Comp        | G           | V           | N           | P           | G      | V      | N      | P      | %          | Piazzamento      |
| --------------------- | --------------------- | --------------------- | ---------- | ---------- | ---------- | ---------- | --------------- | --------------- | --------------- | --------------- | --------------- | ------------------ | ------------------ | ------------------ | ------------------ | ------------------ | ----------- | ----------- | ----------- | ----------- | ----------- | ------ | ------ | ------ | ------ | ---------- | ---------------- |
| nov. 2006-2007        | Scunthorpe Utd        | FL1                   | 29         | 18         | 8          | 3          | FACup+CdL       | 3+0             | 1               | 1               | 1               | -                  | -                  | -                  | -                  | -                  | FLT         | -           | -           | -           | -           | 32     | 19     | 9      | 4      | 59,38      | Sub. 1º (prom.)  |
| 2007-2008             | Scunthorpe Utd        | FLC                   | 46         | 11         | 13         | 22         | FACup+CdL       | 1+1             | 0+0             | 0+0             | 1+1             | -                  | -                  | -                  | -                  | -                  | -           | -           | -           | -           | -           | 48     | 11     | 13     | 24     | 22,92      | 23º (retr.)      |
| 2008-2009             | Scunthorpe Utd        | FL1                   | 46+3       | 21+1       | 11+2       | 14+0       | FACup+CdL       | 3+1             | 2+0             | 0+0             | 1+1             | -                  | -                  | -                  | -                  | -                  | FLT         | 7           | 6           | 1           | 0           | 60     | 30     | 14     | 16     | 50,00      | 6º (prom.)       |
| 2009-2010             | Scunthorpe Utd        | FLC                   | 46         | 14         | 10         | 22         | FACup+CdL       | 2+4             | 1+1             | 0+2             | 1+1             | -                  | -                  | -                  | -                  | -                  | -           | -           | -           | -           | -           | 52     | 16     | 12     | 24     | 30,77      | 20º              |
| ago.-set. 2010        | Scunthorpe Utd        | FLC                   | 5          | 2          | 0          | 3          | FACup+CdL       | 0+2             | 2               | 0               | 0               | -                  | -                  | -                  | -                  | -                  | -           | -           | -           | -           | -           | 7      | 4      | 0      | 3      | 57,14      | Eson.            |
| Totale Scunthorpe Utd | Totale Scunthorpe Utd | Totale Scunthorpe Utd | 172+3      | 66+1       | 42+2       | 64+0       |                 | 17              | 7               | 3               | 7               |                    | -                  | -                  | -                  | -                  |             | 7           | 6           | 1           | 0           | 199    | 80     | 48     | 71     | 40,20      |                  |
| set. 2010-2011        | Southampton           | FL1                   | 41         | 27         | 7          | 7          | FACup+CdL       | 4+0             | 3               | 0               | 1               | -                  | -                  | -                  | -                  | -                  | FLT         | -           | -           | -           | -           | 44     | 30     | 7      | 8      | 68,18      | Sub. 2º (prom.)  |
| 2011-2012             | Southampton           | FLC                   | 46         | 26         | 10         | 10         | FACup+CdL       | 3+4             | 1+3             | 1+0             | 1+1             | -                  | -                  | -                  | -                  | -                  | -           | -           | -           | -           | -           | 53     | 30     | 11     | 12     | 56,60      | 2º (prom.)       |
| 2012-gen. 2013        | Southampton           | PL                    | 22         | 5          | 7          | 10         | FACup+CdL       | 1+3             | 0+2             | 0+0             | 1+1             | -                  | -                  | -                  | -                  | -                  | -           | -           | -           | -           | -           | 26     | 7      | 7      | 12     | 26,92      | Eson.            |
| Totale Southampton    | Totale Southampton    | Totale Southampton    | 109        | 58         | 24         | 27         |                 | 15              | 9               | 1               | 5               |                    | -                  | -                  | -                  | -                  |             | -           | -           | -           | -           | 124    | 67     | 25     | 32     | 54,03      |                  |
| mar.-giu. 2013        | Reading               | PL                    | 8          | 1          | 2          | 5          | FACup+CdL       | -               | -               | -               | -               | -                  | -                  | -                  | -                  | -                  | -           | -           | -           | -           | -           | 8      | 1      | 2      | 5      | 12,50      | Sub. 19º (retr.) |
| 2013-2014             | Reading               | FLC                   | 46         | 19         | 14         | 13         | FACup+CdL       | 1+1             | 0+0             | 0+0             | 1+1             | -                  | -                  | -                  | -                  | -                  | -           | -           | -           | -           | -           | 48     | 19     | 14     | 15     | 39,58      | 7º               |
| ago.-dic. 2014        | Reading               | FLC                   | 21         | 7          | 4          | 10         | FACup+CdL       | 0+3             | 2               | 0               | 1               | -                  | -                  | -                  | -                  | -                  | -           | -           | -           | -           | -           | 24     | 9      | 4      | 11     | 37,50      | Eson.            |
| Totale Reading        | Totale Reading        | Totale Reading        | 75         | 27         | 20         | 28         |                 | 5               | 2               | 0               | 3               |                    | -                  | -                  | -                  | -                  |             | -           | -           | -           | -           | 80     | 29     | 20     | 31     | 36,25      |                  |
| 2015-2016             | Sheffield Utd         | FL1                   | 46         | 18         | 12         | 16         | FACup+CdL       | 3+2             | 2+1             | 0+0             | 1+1             | -                  | -                  | -                  | -                  | -                  | FLT         | 3           | 1           | 2           | 0           | 54     | 22     | 14     | 18     | 40,74      | 11º              |
| dic. 2017-2018        | Hull City             | FLC                   | 26         | 7          | 9          | 10         | FACup+CdL       | 3+0             | 2               | 0               | 1               | -                  | -                  | -                  | -                  | -                  | -           | -           | -           | -           | -           | 29     | 9      | 9      | 11     | 31,03      | Sub. 18º         |
| 2018-2019             | Hull City             | FLC                   | 46         | 17         | 11         | 18         | FACup+CdL       | 1+2             | 0+0             | 0+1             | 1+1             | -                  | -                  | -                  | -                  | -                  | -           | -           | -           | -           | -           | 49     | 17     | 12     | 20     | 34,69      | 13º              |
| Totale Hull City      | Totale Hull City      | Totale Hull City      | 72         | 24         | 20         | 28         |                 | 6               | 2               | 1               | 3               |                    | -                  | -                  | -                  | -                  |             | -           | -           | -           | -           | 78     | 26     | 21     | 31     | 33,33      |                  |
| Totale carriera       | Totale carriera       | Totale carriera       | 431        | 176        | 108        | 147        |                 | 43              | 20              | 5               | 18              |                    | -                  | -                  | -                  | -                  |             | 10          | 7           | 3           | 0           | 484    | 203    | 116    | 165    | 41,94      |                  |

## Palmarès

### Giocatore
- Campionato gallese: 2

Bangor City: 1993-1994, 1994-1995

### Allenatore
- Football League One: 1

Scunthorpe United: 2006-2007